# Констант (легендарний король Британії)
Констант, він же Костянтин Молодший або Мен − легендарний король Британії, дядько короля Артура. Історичний прототип − Констант II, імператор-узурпатор.

## Легенда
Як твердить Гальфрид Монмутський, в короля Костянтина II було троє синів: Констант, Аврелій Амвросій та Утер. Констант виховувався в церкві в Вінчестері та став ченцем, але коли помер його батько, Констант прийняв корону на запрошення графа Вортигерна (Констант втік із монастиря, Вортигерн же переконав абата розстригти Константа). Оскільки єпископи відмовилися класти корону на екс-ченця, коронував його Вортигерн особисто. Констант став королем-маріонеткою, керованим Вортигерном.
Під тиском Вортигерна Констант запросив піктів у якості охорони. Вортигерн інтригами змусив піктів ненавидіти Константа, і коли він спав − вони його зарубали. Так Вортигерн став королем. Королювання Константа протривало всього два роки.
У Лайамона втеча Константа з монастиря розказана як авантюрна новела з перевдяганням і погонею. Гальфрид малює Константа з симпатією як невинну жертву Вортіґерна, у той час як Лайамон засуджує його за вихід з монастиря: «негарним був початок, негарним вийшов і кінець».
Іншу версію пропонує цикл лицарських романів Вульгата: там Констант зветься Мен (вочевидь, неправильно прочитане «монах»), він не чернець-розстрига, а правдивий спадкоємець. Втім, він все одно був слабким королем. Вортигерн спершу керував країною з-за його спини, потім вирішив сам стати королем та знищив Мена шляхом низки інтриг.
Ричард Кер’ю у праці Survey of Cornwall (1602), посилаючись на ранішого французького автора Ніколаса Жиля, називає Мена − Муань. За Кер’ю, Муань був герцогом Корнуолльським та губернатором королівства під рукою імператора Гонорія.